# Hatidža Mehmedović
Hatidža Mehmedović, bosanska borka za človekove pravice, * 1952, † 22. julij 2018.
Mehmedovićeva je bila ena najvidnejših bork za pravice žrtev genocida v Srebrenici, preživela je Srebreniški pokol in je bila ustanoviteljica in predsednica  združenja Matere Srebrenice, združenja žensk, katerih sorodniki so bili ubiti v pokolu v Srebrenici julija 1995. Po pokolu več kot 8000 muslimanskih bošnjaških moških, vključno z njenim možem in sinovoma, je Mehmedovićeva postala glasna zagovornica privedbe storilcev tega pokola pred sodišče.

## Življenjepis
Hatidža Mehmedović se je rodila leta 1952. Ob izbruhu bosanske vojne je bila Hatidža Mehmedović gospodinja z osnovnošolsko izobrazbo. Živela je z možem Abdulahom in njunima sinovoma Azmirjem in Almirjem (z vzdevkom Lalo) v Vidikovcu, tik pred Srebrenico v vzhodni Bosni in Hercegovini.

### Pokol v Srebrenici
Do leta 1995 so srbske sile preplavile večji del vzhodne Bosne in z etničnem čiščenjem pregnale lokalno bošnjaško prebivalstvo. Njihov cilj je bil priključiti območja, ki jih nadzirajo Srbi, k sosednji Srbiji. Več kot 40.000 ljudi, večinoma Bošnjakov, se je zateklo v Srebrenico, eno zadnjih enklav v regiji, ki je bila zunaj nadzora bosanskih Srbov. Mesto so osvojile sile, ki jih je vodil general bosanskih Srbov Ratko Mladić. Ženske iz Srebrenice so evakuirali, vendar so večino moškega prebivalstva v Srebrenici pobili paravojaki pod Mladićevim poveljstvom.
Hatidža Mehmedović je svojega moža Abdullaha in sinova Azmirja (21) in Almirja (18) nazadnje videla v gozdnatih gričih, ki obkrožajo Srebrenico. Končno slovo z družino je opisala novembra 2017 v intervjuju za bosansko televizijsko postajo: "Tam smo stali in moj mladi Lalo - tako smo ga klicali, čeprav mu je bilo ime Almir - je rekel: 'Pojdi, mati, pojdi, odidi že', ko me je vlekel vse bližje in me ni hotel spustiti... Mislili smo, da se bomo videli čez dva, tri dni. Nismo vedeli, da jih bodo vse pobili."
Mehmedovićevo so odpeljali v relativno veren Kladanj, mesto blizu Tuzle. Uradniki Rdečega križa so Mehmedovićevo pozneje obvestili, da so njen mož in sinovi pogrešani. V pokolu je bilo ubitih več kot 8000 bošnjaških moških. Med žrtvami so bili Mehmedovićev mož, sinovi in njena dva brata Edhem in Hamed.

### Aktivizem
Posmrtni ostanki njenega moža in sinov so bili kasneje najdeni v več kot 100 masovnih grobnicah, odkritih v regiji, ki obkroža Srebrenico. Njihova trupla so bila pozitivno identificirana. Leta 2010 jih je Mehmedovićeva dal pokopati na spominsko pokopališče žrtvam pokola v Srebrenici v bližnji vasi Potocari.
Mehmedovićeva je od konca 1990ih do 2002 živela v predmestju Sarajeva. Leta 2002 se je kljub spominom na vojno in pokol preselila nazaj v svoj predvojni dom v Vidikovcu. Mehmedovićeva, ki je bila eda prvih Bošnjakov, ki se je po bosanski vojni za vedno vrnila na to območje, je želela pokazati, da lahko Bošnjaki in bosanski Srbi še vedno živijo drug ob drugem. Vrnila se je v povsem drugačno področje. Leta 2002 je bilo v tej regiji malo elektrike in malo asfaltiranih cest. Njen edini sosed je bila takrat starejši Srb, ki ji je pomagal pri opravkih in nakupih. Poudarila je, da Srbov ne obtožuje in do njih ne goji kolektivne krivde. Namesto tega je Mehmedovićeva začela boj za dokazovanje resnice o storjenih zločinih in kaznovanju odgovornih.
Leta 2002, istega leta, ko se je preselila nazaj v Srebrenico, je Mehmedovićeva ustanovila Matere Srebrenice, združenje žensk in preživelih, katerih sorodniki so bili pobiti v pokolu v Srebrenici. Matere Srebrenice so se zavzemale za pravičnost žrtev in zbirale donacije za preživele in njihove družine. Bila je tudi vodja in predsednica organizacije.
Hatidža Mehmedović je postala močna zagovornica pravičnosti za svojo družino in druge žrtve genocida. Nagovarjala je tako bosansko kot mednarodno občinstvo, vključno z novinarji, šolarji, aktivisti za človekove pravice, sosedi in politiki. V intervjuju je pred smrtjo ponovno potrdila svojo podporo pravičnosti za žrtve: "Ne moremo dovoliti, da tisti, ki so ubijali, postanejo enaki kot tisti, ki so bili ubiti. Ne bi smela biti edina, ki se boji prihodnosti, v kateri ne vemo, kdo je bil storilec in kdo žrtev."
Mehmedovićeva je glasno nasprotovala naraščajočemu nacionalizmu v Bosni. Javno je obsodila politike na Balkanu, ki so zanikali obstoj pokola v Srebrenici ali podpirali etnično ali versko delitev v regiji.
Mehmedovićeva je novembra 2017 odpotovala v Haag, kjer je bila prisotna v sodni dvorani pri obsodbi Ratka Mladića na dosmrtno zaporno kazen zaradi njegove vloge v pokolih v Srebrenici. V intervjuju za Deutsche Welle (DW) po Mladićevi obsodbi  je Mehmedovićeva rekla "Mladićeva dosmrtna kazen je le kaplja v morje." Kot predsednica Mater Srebrenice je poudarila, da tudi s sodbo: "Mi, matere, živimo samo skozi spomine svojih otrok." Medtem ko je bil Mladić uspešno obtižen, je opazovalce kmalu po razsodbi opozorila, da še vedno obstajajo storilci drugih bosanskih vojnih zločinov proti človeštvu, ki jih je treba privesti pred sodišče, in za DW dejala: "Žalostni smo, da je bil [Mladić] obsojen samo za Srebrenico in ne tudi za genocid v drugih bosanskih skupnostih. Mesarjem sodijo, toda entiteta, ki so jo ustvarili ti zločini (Srbska republika v Bosni in Hercegovini, Republika Srbska), še vedno obstaja. Njihovi vladarji jo želijo narediti za državo ali priključiti Srbiji. Tega ne bomo nikoli sprejeli."
Mehmedovićin dom blizu Srebrenice, ki si ga je leta 2002 povrnila, je postal spomin na žrtve pokola. Na svojem dvorišču je skrbela za tri borovce, ki jih je posadili njen sin Almir pred bosansko vojno. Ohranila je tudi cementno pot, ki je vodila do njene hiše, kjer je njen sin Almir zapisal svoje ime v sveže nalit beton ob vhodnih vratih.
»Meni je bilo sojeno, ko so bili moji otroci ubiti. Če bi se moja duša lahko odprla, bi z žalostjo prekrila ves svet,« je preminula dejala v intervjuju leta 2016.

## Smrt
Hatidža Mehmedović je umrla zaradi zapletov raka dojke v bolnišnici v Sarajevu v Bosni in Hercegovini 22. julija 2018 v starosti 65 let. Njeno smrt je potrdil Ćamil Duraković, njen prijatelj in nekdanji župan Srebrenice, ki jo je označil za "trdo, močno žensko, neverjetno vodjo v pretežno patriarhalni družbi, v kateri ženske ostajajo večinoma v ozadju."
Na stotine ljudi se je udeležilo njenega pogreba v Srebrenici. Pokopali so jo v bližnji vasi Sućeska.
Michael Brand, nemški politik in poslanec Bundestaga, ki je tesno sodeloval z Mehmedovićevo, je rekel, da se je "borila kot levinja" v imenu žrtev pobojev in njihovih družin, a "pravičnost je bila njeno poslanstvo, ne maščevanje". Poimenoval jo je "trn v peti ljudem, ki do danes poskušajo najtežje vojne zločine pomesti pod preprogo in preoblikovati zgodovino" in znova poudaril, da brez Mehmedovićeve ne bi bilo nikoli razkritih veliko podrobnosti in povzročiteljev pokolov v Srebrenici.